# Buerup Sogn
Buerup Sogn er et sogn i Kalundborg Provsti (Roskilde Stift), beliggende i Vestsjælland ved Tissø.
Buerup Kirke blev opført i 1887 som filialkirke til Sæby Kirke, og Buerup blev et kirkedistrikt i Sæby Sogn, der hørte til Løve Herred i Holbæk Amt. Buerup Kirkedistrikt blev i 1921 udskilt som det selvstændige Buerup Sogn. Buerup sognekommune indgik i 1966 - 4 år før kommunalreformen i 1970 - i Høng Kommune, der ved strukturreformen i 2007 indgik i Kalundborg Kommune.
I sognet findes følgende autoriserede stednavne:
- Askevad (bebyggelse)
- Buerup (bebyggelse)
- Buerup By (bebyggelse, ejerlav)
- Frendved (bebyggelse)
- Halleby By (bebyggelse, ejerlav)
- Halleby Hale (bebyggelse)
- Halleby Ore (bebyggelse)
- Halleby Ore By (bebyggelse, ejerlav)
- Hallebygård (landbrugsejendom)
- Kattrup (landbrugsejendom)
- Kattrup Hgd. (landbrugsejendom, ejerlav)
- Klinteskoven (bebyggelse)
- Kløveshøj (areal)
- Langemark (bebyggelse)
- Løgtved (bebyggelse)
- Løgtved By (bebyggelse, ejerlav)
- Nyvang (bebyggelse)
- Nørager (landbrugsejendom)
- Nørager Hgd. (landbrugsejendom, ejerlav)
- Præsteskov (bebyggelse)
- Selchausdal (landbrugsejendom)
- Selchausdal Hgd. (landbrugsejendom, ejerlav)
- Torsø (vandareal)
- Uglerup (bebyggelse)
- Uglerup By (bebyggelse, ejerlav)
- Ærtebjerg (bebyggelse)